# Richard Cockle Lucas
Richard Cockle Lucas (24. října 1800 Salisbury, Wiltshire - 18. května 1883) byl anglický sochař a fotograf.

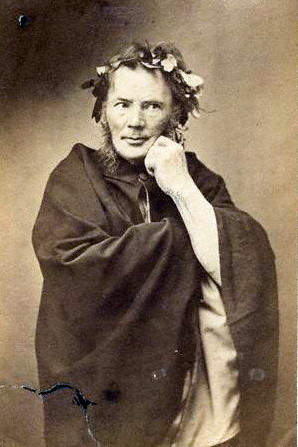
Lucas jako Říman, autoportrét, asi 1858

## Život a dílo
Lucas se narodil v Salisbury, Wiltshire jako syn Richarda Lucase a jeho manželky Marthy Suttonové (která zemřela krátce po porodu).
Ve dvanácti letech byl dán do učení ke strýci, který byl nožířem ve Winchesteru, kde při výrobě rukojetí v sobě odhalil sochařské dovednosti. Ve dvacetijedna letech se odstěhoval do Londýna a studoval na Royal Academy of Arts. Od roku 1828 byl pravidelným přispěvatelem Královské akademie a získal stříbrné medaile za architektonické kreslení v letech 1828 a 1829.
Jeho syn Albert Dürer se narodil v roce 1828 v Bayswater a v roce 1846 rodina žila v Nottingham Place v centru Londýna. V roce 1849 se rodina přestěhovala z Londýna, pravděpodobně ze zdravotních důvodů, do Otterbourne poblíž Winchesteru, kde se Lucas zřejmě spřátelil s viktoriánskuo spisovatelkou knížek pro děti Charlottou Mary Yongovou.
Lucas zemřel 18. května 1883 na ochrnutí ve svém domě v Chilworthu. Zůstala po něm vdova Eliza (c.1805-1893) a syn Albert Dürer Lucas (1828-1918).